# 過保護な若旦那様の甘やかし婚
『過保護な若旦那様の甘やかし婚』（かほごなわかだんなさまのあまやかしこん）は、こだちによる日本の漫画作品。電子雑誌『comic tint』（講談社）にてvol.37（2021年5月7日発売）より連載中。
2024年5月より、毎日放送にてテレビドラマが放送された。

## 書誌情報
- こだち 『過保護な若旦那様の甘やかし婚』 講談社〈BE LOVE KC〉、既刊8巻（2025年4月11日現在）
  1. 2022年9月13日発売[講 1]、ISBN 978-4-06-529226-6
  2. 2022年11月11日発売[講 2]、ISBN 978-4-06-529662-2
  3. 2023年1月13日発売[講 3]、ISBN 978-4-06-529927-2
  4. 2023年4月13日発売[講 4]、ISBN 978-4-06-531410-4
  5. 2023年9月13日発売[講 5]、ISBN 978-4-06-533136-1
  6. 2024年5月13日発売[講 6]、ISBN 978-4-06-535570-1
  7. 2024年11月13日発売[講 7]、ISBN 978-4-06-537579-2
  8. 2025年4月11日発売[講 8]、ISBN 978-4-06-539204-1

## テレビドラマ
2024年5月24日（23日深夜）から6月28日（27日深夜）まで毎日放送の「ドラマ特区」枠で放送された。主演は高野洸と井頭愛海。

### キャスト

#### 主要人物
染谷雪斗（そめや ゆきと）
演 - 高野洸

鶴岡依音（つるおか いお）
演 - 井頭愛海（幼少期：諏訪結衣）

#### 周辺人物
染谷雅人（そめや まさと）
演 - 大平祥生（JO1）

雉真怜（きじま れい）
演 - 後藤大

和山裕樹（わやま ゆうき）
演 - 池田彪馬（SUPER★DRAGON）

### スタッフ
- 原作 - こだち『過保護な若旦那様の甘やかし婚』（講談社『comic tint』連載）[2][4]
- 脚本 - 三木康一郎[2][4]
- 音楽 - 小山絵里奈
- オープニング主題歌 - ×純文学少女歌劇団「カレイドスコープ」
- エンディング主題歌 - 高野洸「君という奇跡」
- 監督 - 三木康一郎、桑島憲司[2][4]
- 制作プロダクション - THE ONE.[2][4]
- 製作 - 「過保護な若旦那様の甘やかし婚」製作委員会、毎日放送[2][4]

### 放送日程
| 話数   | 放送日  | サブタイトル             | 監督       |
| ------ | ------- | ------------------------ | ---------- |
| 第1話  | 5月24日 | 溺愛シンデレラストーリー | 三木康一郎 |
| 第2話  | 5月31日 | 推しとの甘い新婚生活?    | 三木康一郎 |
| 第3話  | 6月07日 | 初めての甘い共同作業     | 桑島憲司   |
| 第4話  | 6月14日 | 甘い二人の絆             | 桑島憲司   |
| 第5話  | 6月21日 | 初めての甘い嫉妬         | 三木康一郎 |
| 最終話 | 6月28日 | 甘い新婚生活は永遠に     | 三木康一郎 |

### 放送局
| 放送期間                 | 放送時間                      | 放送局       | 対象地域   | 備考              |
| ------------------------ | ----------------------------- | ------------ | ---------- | ----------------- |
| 2024年5月23日 - 6月27日  | 木曜 23:30 - 翌0:00           | テレビ神奈川 | 神奈川県   | 1時間29分先行放送 |
| 2024年5月24日 - 6月28日  | 金曜 0:59 - 1:29 （木曜深夜） | 毎日放送     | 近畿広域圏 | 製作局            |
| 2024年5月25日 - 6月29日  | 金曜 23:00 - 23:30            | チバテレ     | 千葉県     |                   |
| 2024年5月30日 - 7月4日 - | 木曜 0:00 - 0:30 （水曜深夜） | テレビ埼玉   | 埼玉県     |                   |
|                          | 木曜 22:30 - 23:00            | とちぎテレビ | 栃木県     |                   |
|                          | 木曜 23:30 - 翌0:00           | 群馬テレビ   | 群馬県     |                   |

### ネット配信
| 配信開始月 | 配信サイト           | 配信料金     | 備考           |
| ---------- | -------------------- | ------------ | -------------- |
| 2024年5月  | FOD（FODプレミアム） | 定額制有料   | 見放題独占配信 |
| 2024年5月  | MBS動画イズム        | 広告付き無料 | 見逃し配信     |
| 2024年5月  | TVer                 | 広告付き無料 | 見逃し配信     |

| 毎日放送 ドラマ特区 | 毎日放送 ドラマ特区          | 毎日放送 ドラマ特区            |
| 前番組              | 番組名                       | 次番組                         |
| ------------------- | ---------------------------- | ------------------------------ |
| ゴーストヤンキー    | 過保護な若旦那様の甘やかし婚 | 彩香ちゃんは弘子先輩に恋してる |

### 講談社コミックプラス
以下の出典は講談社コミックプラス（講談社）内のページ。書誌情報の発売日の出典としている。
1. ↑  “過保護な若旦那様の甘やかし婚（1）”. 講談社コミックプラス.   講談社. 2024年9月24日閲覧。
2. ↑  “過保護な若旦那様の甘やかし婚（2）”. 講談社コミックプラス.   講談社. 2024年9月24日閲覧。
3. ↑  “過保護な若旦那様の甘やかし婚（3）”. 講談社コミックプラス.   講談社. 2024年9月24日閲覧。
4. ↑  “過保護な若旦那様の甘やかし婚（4）”. 講談社コミックプラス.   講談社. 2024年9月24日閲覧。
5. ↑  “過保護な若旦那様の甘やかし婚（5）”. 講談社コミックプラス.   講談社. 2024年9月24日閲覧。
6. ↑  “過保護な若旦那様の甘やかし婚（6）”. 講談社コミックプラス.   講談社. 2024年9月24日閲覧。
7. ↑  “過保護な若旦那様の甘やかし婚（7）”. 講談社コミックプラス.   講談社. 2024年11月13日閲覧。
8. ↑  “過保護な若旦那様の甘やかし婚（8）”. 講談社コミックプラス.   講談社. 2025年4月11日閲覧。